# Иљушин Ил-6
Иљушин Ил-6  је двомоторни совјетски бомбардер дугог домета развијен током 1942. године из авиона Иљушин Ил-4. Првобитно је замишљен као авион који је знатно бржи од Ил-4 међутим уградњом дизел-мотора преиначен је на бомбардера веома великог домета. Прототип је урађен 1942. године а резултати тестирања су показали да је авион велике тежине због мотора, са тешкоћама у раду током зимског периода и лошег темперамента (слабо прима гас) те је због тога отказан даљи развој.

## Пројектовање и развој
Авион Ил-6 у односу на свог претходника Ил-4 од кога је настао, био је већих димензија, опремљен потпуно новим крилом у чијем централном делу су смештени хладњаци мотора. Одбрамбено наоружање је било знатно боље имао је пет аутоматских топова калибра 20 mm., који су били распоређени у носу, у леђној турели, по један са сваке стране и један на трбушној позицији авиона.
По првобитном пројекту Ил-6 је требало да има два радијална мотора М-71 који су имали довољно снаге да обезбеде знатније повећање брзине у односу на Ил-4. Од тога се одустало па су мотори били замењени дизел-моторима Чаромски АЧ-30, који је требало, захваљујући ниској потрошњи горива, да обезбеде авиону велики долет. Редизајн је завршен у децембру 1942. године а прототип је полетео у Иркутску 7. августа 1943. године. Као погон је искоришћен мотор АЧ-30Б са нижим карактеристикама од планираног АЧ-30БФ, који у то време још није био завршен.
Летна испитивања су обављана без топовског наоружања и стрелаца док није пристигао мотор Ач-30БФ (јун 1944). Пошто ни са овим мотором летне карактеристике авиона нису биле задовољавајуће, лоше се показао на ниским температурама (због стињавања горива), велике тежине дизел-мотора (поредећи их са бензинским моторима на тадашњем нивоу техничког развоја обе врсте ових мотора) и споро прихватање команде гаса ("лењ мотор"), одустало се од овог пројекта.

### Варијанте авиона Ил-6
Авион Иљушин Ил-6 је планиран само у две варијанте са моторима М-30 и моторима М-90. Прототип је био опремљен моторима М-30 док је варијанта са моторима М-90 остала само на папиру.

### Наоружање
- пет топова од 20 mm,
- 2.500 kg. бомби смештених у трупу авиона,
- 2 x 1.000 kg бомби на спољним носачима или
- 2 x 1.000 kg торпеда на спољним носачима.

## Оперативно коришћење
Посаду авиона Ил-6 сачињава 6 чланова: пилот, навигатор, радио-телеграфиста је уједно и предњи стрелац и четири стрелца у репном делу авиона. До оперативног коришћења авиона Ил-6 није дошло јер су резултати испитивања прототипа били негативни. Направљено је укупно 4 примерака ових авиона као прототипови.

## Земље које су користиле овај авион
| - СССР |